# Łabuny Małe
Łabuny Małe (Łabudy Małe) – jezioro w Polsce, w województwie warmińsko-mazurskim, w powiecie szczycieńskim, w gminie Jedwabno.

## Dane
- Powierzchnia: 12,5 ha
- Maksymalna głębokość: 5 m
- Typ: linowo-szczupakowy
- Jezioro otwarte poprzez cieki:
  - na południu wypływa ciek do Jeziora Czarnego.
  - na północy połączenie z Jeziorem Łabuny Wielkie

## Grupa jezior
Jest to jedno z jezior usytuowanych na zachodniej granicy powiatu w dwóch równoległych rynnach ciągnących się z północy na południe. W jednej z nich jest jezioro Dłużek, w drugiej jeziora Łabuny Wielkie, Łabuny Małe, Czarne, Przyjamy, Kwiatkowo i Kociołek. z wyjątkiem małych leśnych oczek, wszystkie jeziora są odpływowe i znajdują się w zlewni rzeki Czarnej, która jest dopływem Omulwi. Na południu tej grupy przebiega droga krajowa nr 58, która m.in. łączy Szczytno i Nidzicę, natomiast wzdłuż jezior, z południa na północ ciągną się drogi gruntowe. Wszystkie jeziora położone są malowniczo w lesie.

## Opis jeziora
Jezioro owalne ułożone na osi północ - południe. Zbiornik schowany wśród lasu, brzegi pagórkowate, dość łagodnie wzniesione. Dno muliste, dostępność brzegów dobra. W jeziorze wstępują takie ryby jak: sieja, szczupak, leszcz. Jezioro odławiane sieciami, mało zasobne w ryby.
Dojazd ze Szczytna drogą krajową nr 58 w stronę Nidzicy, następnie po 1 km od wsi Dłużek zgodnie z drogowskazem w drogę utwardzoną w prawo do wsi Czarny Piec. Od wsi na północ wzdłuż jezior drogami gruntowymi.